# 쩌우타인현 (속짱성)
쩌우타인현(베트남어: Huyện Châu Thành / 縣周城)은 베트남 메콩강 삼각주 속짱성의 현이다.

## 행정 구역
쩌우타인현은 1시진, 7사를 관할하고 있다.

### 시진
- 쩌우타인 시진 (Thị trấn Châu Thành, 周城市鎭)

### 사
- 안히엡 사 (Xã An Hiệ, 安協社)
- 안닌 사 (Xã An Ninh, 安寧社)
- 호닥끼엔 사 (Xã Hồ Đắc Kiện, 胡得健社)
- 푸떰 사 (Xã Phú Tâm, 富心社)
- 푸떤 사 (Xã Phú Tân, 富新社)
- 티엔미 사 (Xã Thiện Mỹ, 善美社)
- 투언호아 사 (Xã Thuận Hòa, 順和社)